# Almondvale Stadium
L'Almondvale Stadium (connu sous le nom de Tony Macaroni Arena pour des raisons de naming) est le stade du club écossais de Livingston FC, situé dans la ville de Livingston, dans le comté du West Lothian, en Écosse.

## Histoire
Le stade a été construit en 1995 par une coentreprise entre Meadowbank Thistle (l'ancien nom du Livingston FC) et le Livingston Development Corporation, organisme public de la ville de Livingston. Une fois la construction terminée, la propriété du stade a été transférée au comté du West Lothian.
Le stade s'est appelé de manière éphémère le City Stadium puis le West Lothian Courier Stadium, avant de trouver son nom définitif de Almondvale Stadium. Il est renommé le Braidwood Motor Company Stadium en mai 2010 à la suite d'un contrat de naming d'une durée de trois ans. Cependant, les supporters du club continuent à appeler le stade Almondvale ou le Vale.
Le stade est loué chaque année au Livingston FC par le comté du West Lothian, qui a entrepris les transformations et les agrandissements nécessaires qui ont accompagné les promotions du club jusqu'à atteindre l'élite du football écossais.
Le stade a accueilli un match de l'équipe du Gretna FC (défaite 3-0 contre le Celtic FC), qui joue habituellement au Fir Park à Gretna, mais dont le stade connaissait de graves problèmes de pelouse qui ne lui permettait pas d'assurer la rencontre dans de bonnes conditions.
Le stade est situé non loin du centre-ville de Livingston.
L'équipe réserve de Hibernian joue aussi ses matches à domicile au Almondvale Stadium. Plusieurs matches de l'Écosse espoirs, des différentes équipes d'Écosse de jeunes (moins de 19 ans, moins de 17 ans) mais aussi de l'équipe d'Écosse féminine ont eu lieu au Almondvale Stadium.

### Noms
Pour des raisons de naming, le stade s'est successivement appelé :
- Braidwood Motor Company Stadium (jusqu'en juin 2013)
- The Energy Assests Arena (juin 2013 - septembre 2015)
- Tony Macaroni Arena (depuis septembre 2015)

### Galerie

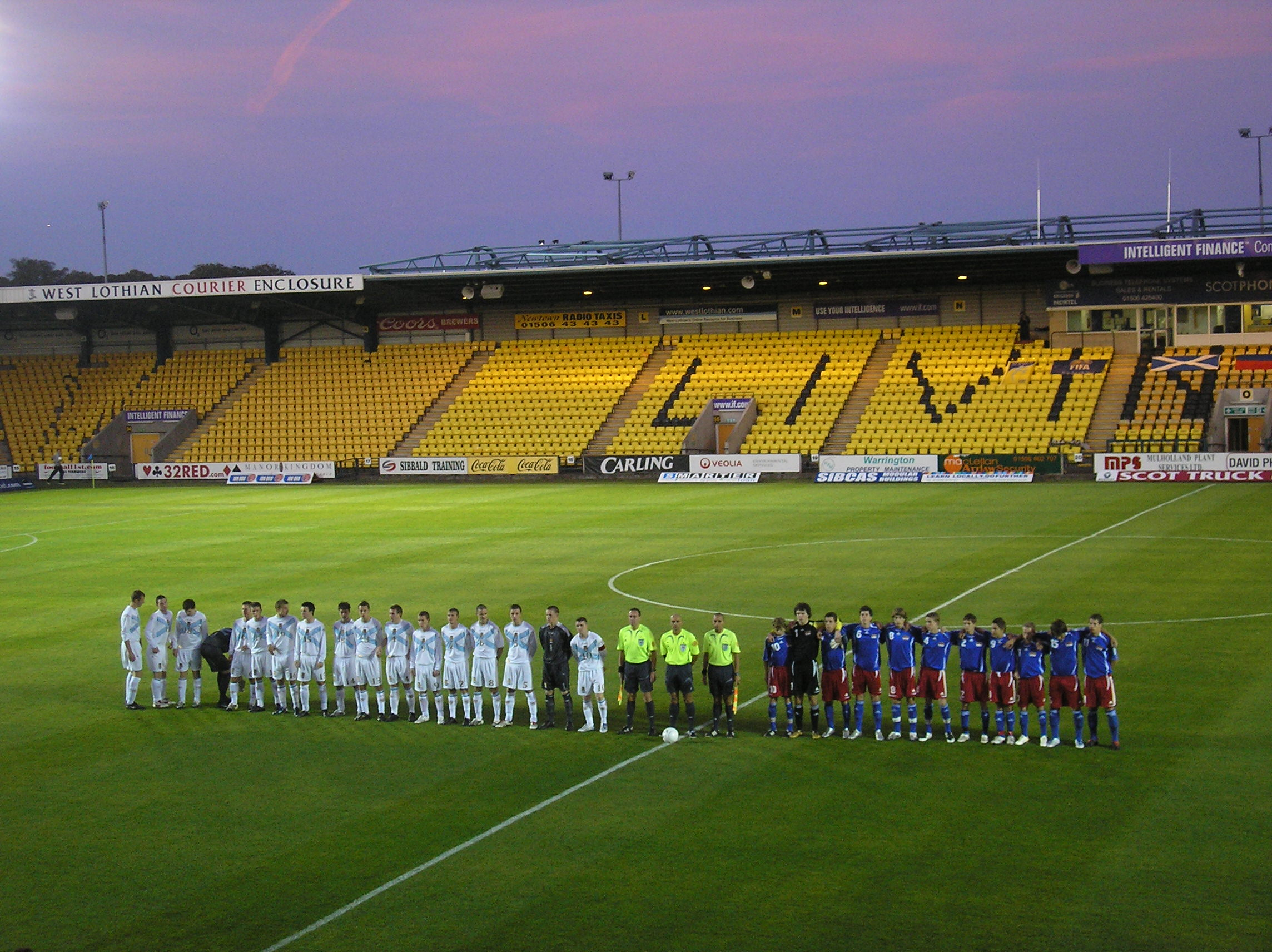
Tribune Est.
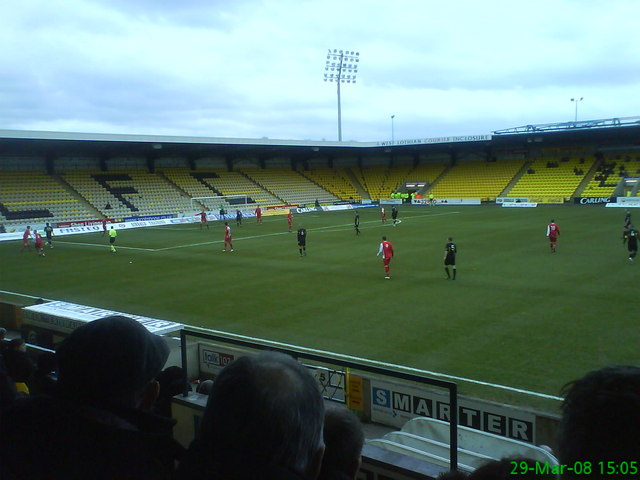
Tribune Nord.
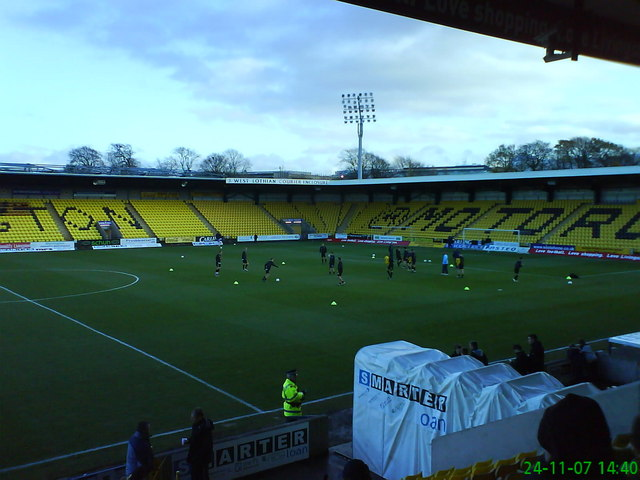
Tribune Sud.
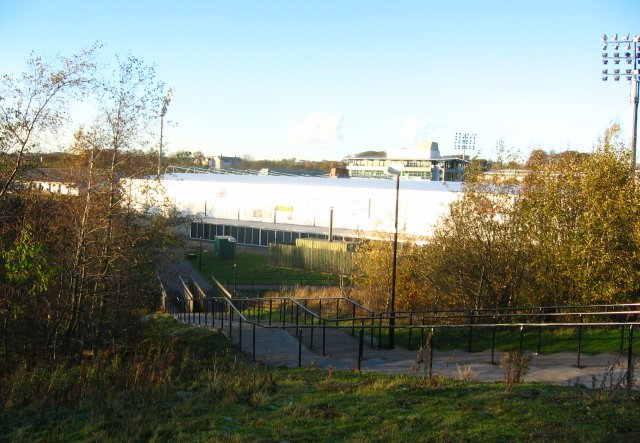
Vue extérieure.

## Affluence
Le record d'affluence a été établi le 27 octobre 2001 à l'occasion du match de Premier League entre Livingston et les Rangers, avec 10 112 spectateurs.
Les moyennes de spectateurs pour les précédentes saisons sont :
- 2014-2015: 2 364 (Championship League)
- 2013-2014: 1 157 (Championship League)
- 2012-2013: 1 308 (Division One)

## Transport
Les gares les plus proches sont la gare de Livingston North (en) et Livingston South railway station (en), situées à 25–30 minutes à pied. Le stade est rapidement accessible depuis l'autoroute M8 ou l'A71 road.